# 김경민 (1990년)
김경민(1990년 8월 15일 ~ )는 대한민국의 축구 선수이다. 포지션은 수비수이다. 현 K3리그 화성 FC에 소속되어있다.

## 선수 경력
2013시즌을 앞두고 인천 유나이티드에 입단했다. 입단 후 출전 시간을 보장받지 못한 그는 K리그 챌린지의 부천 FC 1995에 반년간 임대되었다. 임대 후 부천의 주전 수비수로 뛰었으며, 2013년 10월 7일 고양 Hi FC전에서 데뷔골을 넣으며 팀의 4-2 승리를 도왔다. 시즌 후 원소속팀에 돌아온 김경민은 군 문제 해결을 위해 상주 상무에 입대한다. 군 제대 후 팀의 주전 수비수로 자리매김했다.
2018시즌을 앞두고 타이 리그1의 촌부리 FC로 이적했다.
2020시즌을 앞두고 경남 FC에 입단하며 국내 무대에 복귀했다.